# Château d'Arbrun
Le château d'Arbrun est une maison située sur la commune de Capbreton, dans le département français des Landes. 

## Présentation
La maison est construite en 1906-1907 pour l'écrivain landais Raymond de Laborde d'Arbrun, maire d'Eugénie-les-Bains, par l'architecte Louis Gomez. Elle appartient ensuite à l'Institut Catholique de Bordeaux. Celui-ci fait construire une chapelle dans le jardin. Elle deviendra la chapelle Sainte-Thérèse de Capbreton.
Dans les années 1950, le chateau d'Arbrun est transformé en hôtel, puis dans les années 2010, en résidence de tourisme.

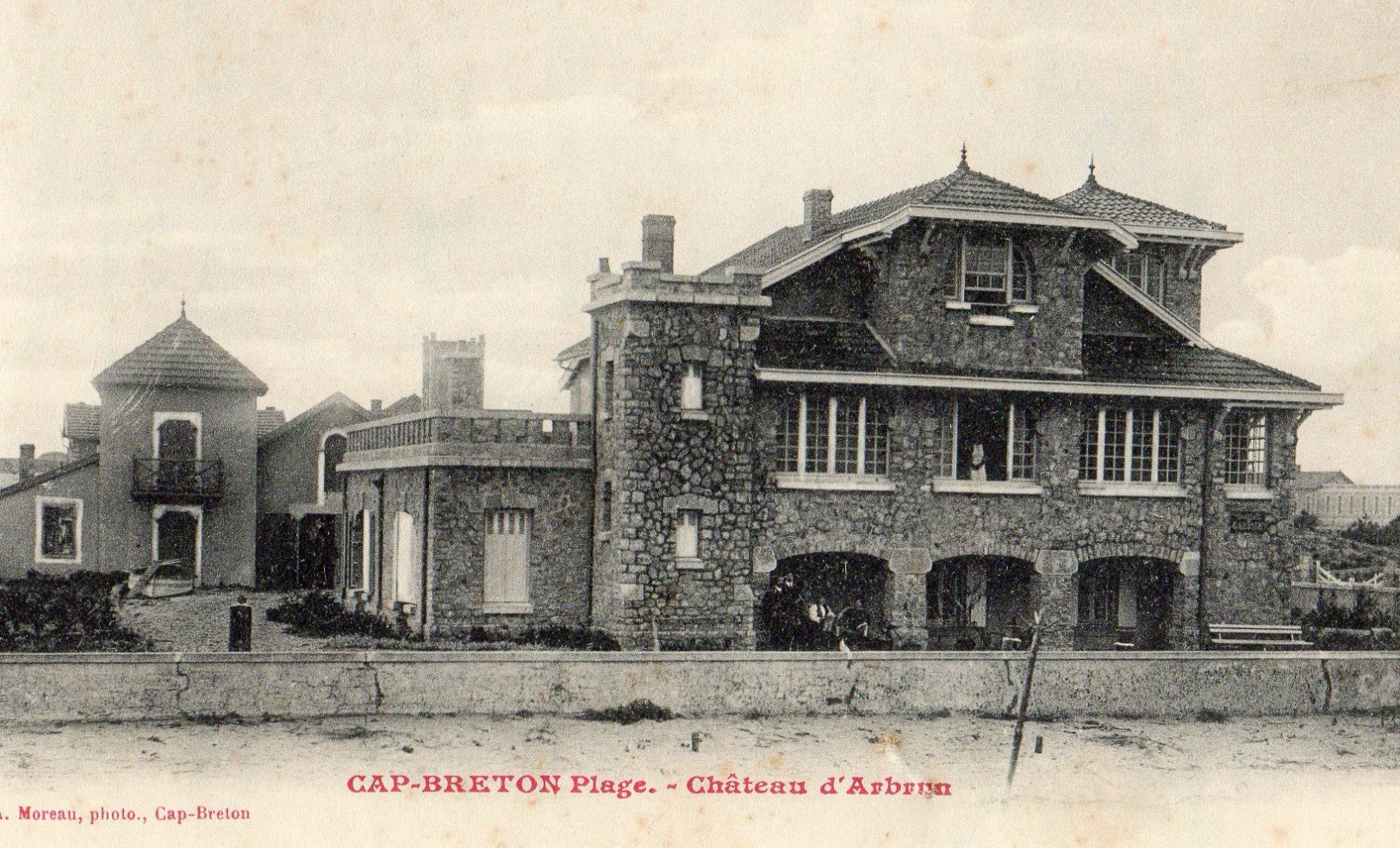
Le château vers 1930